# Paralelomanía
El término paralelomanía es usado en el ámbito del análisis histórico, la crítica textual y la mitología/religión comparada en relación con un fenómeno (una manía) en el que un autor percibe similitudes aparentes y construye paralelos y analogías sin mayor apoyatura documental 
El concepto fue introducido en los círculos académicos en 1961 por el rabino Samuel Sandmel (1911-1979) del Hebrew Union College en un artículo del mismo título, donde afirmaba que había encontrado el términopor primera vez en un libro francés de 1830 del cual no recordaba autor ni título. Sandmel opinaba que las simples observaciones de similitudes entre eventos históricos a menudo tienen muy escasa validez histórica, pero conducen frecuentemente a un fenómeno en el cual un autor primero nota la supuesta similitud, luego recarga la analogía y finalmente "procede a describir la fuente y la derivación como si existiera una conexión firme que fluye en una dirección inevitable o predeterminada". Martin McNamara, afirma que el artículo inicial de Sandmel probó ser "muy influyente". 
Eruditos cristianos y judíos han utilizado el concepto en varios casos y ámbitos. Thomas Schreiner lo aplica a la generalización excesiva del uso del verbo "ver" como participio, donde con el fin de construir paralelos se extiende su significado simple del acto de observación hasta adosarle connotaciones espirituales más profundas. El erudito judío Jacob Neusner considera que algunos estudios sobre el autor cristiano siríaco del siglo III Afraates que le adjudican incurrir en la falacia de la evidencia incompleta al citar la literatura rabínica se basan en paralelos débiles que caen dentro de la caracterización de paralelomanía de Sandmel. Joseph Fitzmyer, sacerdote de la Compañía de Jesús, afirma que los análisis de las epístolas paulinas han sufrido ocasionalmente de paralelomanía gracias a la construcción de analogías injustificadas con tradiciones anteriores.
Kurt Rudolph argumentó en 1986 que la frecuente conexión establecida entre las religiones mistéricas y la idea de la deidad que muere y resucita es defectuosa, Hacia fines del siglo 20 el consenso académico coincidía en que la mayoría de los dioses dentro de esa tipología sólo morían, y no resucitaban siendo vista dicha categoría como un caso posible de paralelomanía. Contra esta posición, Mettinger (2001) afirma que muchos de estos dioses sí mueren, descienden al inframundo, son llorados y recuperados por una mujer, y restaurados a la vida. Mettinger no obstante desliga al cristianismo de esta influencia. Gerard O'Collins afirma que la aplicación superficial de analogías entre simbolismos es un caso de paralelomanía que exagera la importancia de parecidos superficiales, práctica hoy desestimada por los eruditos.